# Codorna-do-nordeste
A Codorna-do-nordeste' (nome científico: Nothura boraquira) é uma espécie de ave da família dos tinamídeos.
Também conhecida por vários nomes no Brasil, que mudam conforme a região. Entre os mais comuns estão codorniz, codorna-de-cabeça-preta e codorna-do-pé-amarelo. Também é chamada de codorna-buraqueira por seu hábito de se esconder em buracos. Outros nomes como inhambu-pedrês se referem à sua plumagem camuflada.

## Distribuição
A codorna-do-nordeste ocorre principalmente na região semiárida do Brasil, Vive em matas tropicais e subtropicais de terras baixas da caatinga, encontrada no nordeste brasileiro e Brasil central, leste da Bolívia e Paraguai.
A espécie vive em ambientes abertos e secos, como caatinga e pastagens, preferindo climas quentes e áreas com boa visibilidade.

## Comportamento
É uma ave solitária ou que vive  em bandos, ativa principalmente de manhã e ao entardecer. É arisca e se esconde rapidamente na vegetação ao menor sinal de ameaça. Seus sons são assobios finos para comunicação territorial ou entre parceiros durante o período reprodutivo.

## Reprodução
As fêmeas durante o período reprodutivo constroem ninhos em áreas de campo ou pastagem e costumam depositar entre 6 e 8 ovos. O período de incubação dura cerca de 18 a 21 dias, sendo o macho o responsável pelos ovos e também pelos filhotes após o nascimento.

## Dieta
Sua alimentação consiste em uma dieta variada composta por sementes, frutos pequenos, folhas e invertebrados, como insetos, larvas e pequenos artrópodes. A alimentação é influenciada pela disponibilidade de recursos no ambiente, sendo mais abundante durante o período de chuvas, quando a oferta de sementes e insetos aumenta. 

## Características

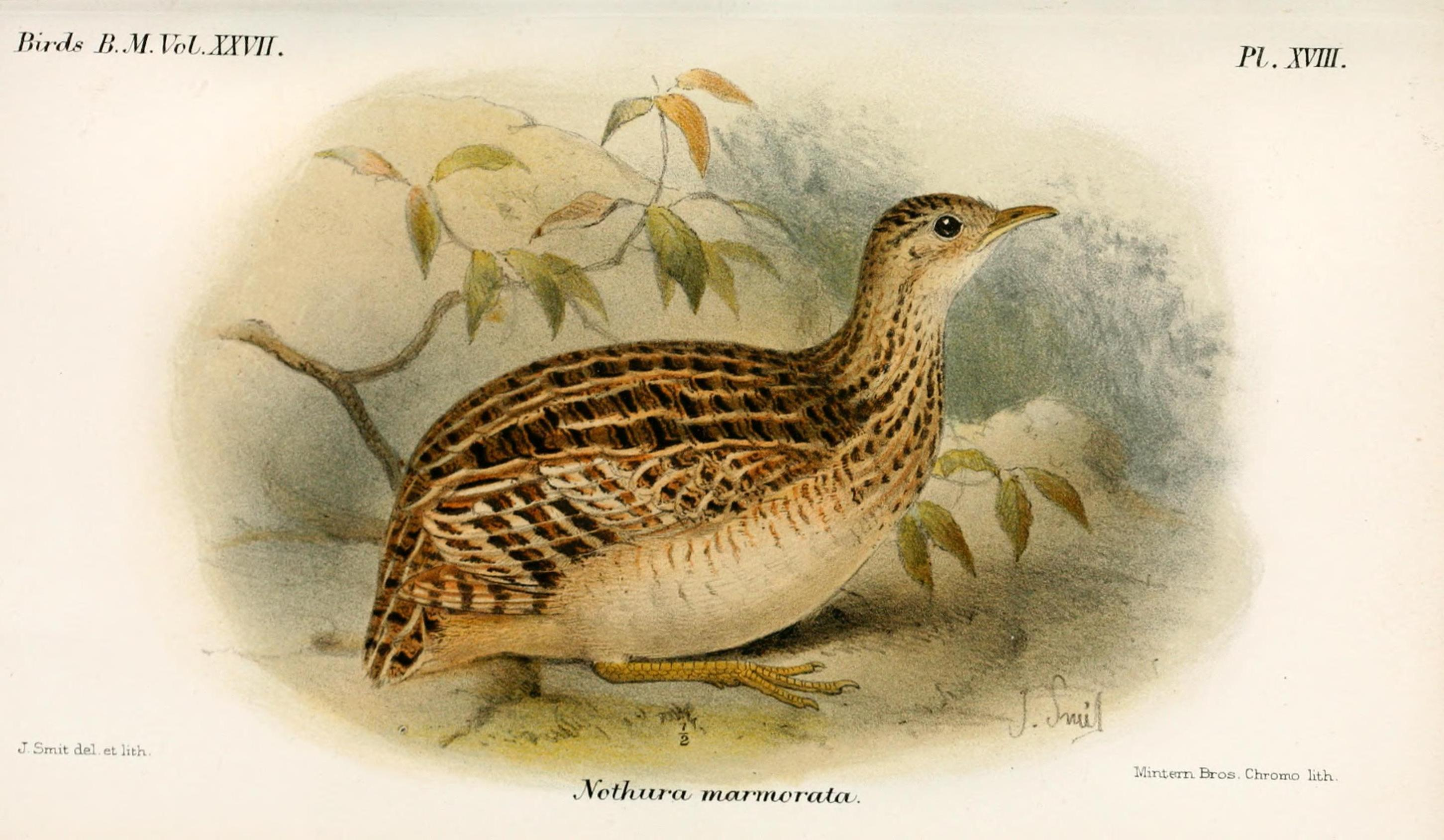
Ilustração de Joseph Smit, 1895

A codorna-do-nordeste mede aproximadamente 27 cm de comprimento. Possui as partes superiores castanhas levemente barras de preto e branco. Sua coroa é marrom-escuro, garganta branca e peito amarelado. As patas apresentam coloração amarelo-vivo.